# Patrick Tiernan
Patrick Tiernan (* 11. September 1994 in Longreach, Queensland) ist ein australischer Leichtathlet, der hauptsächlich in Langstrecken- und Crossläufen an den Start geht.

## Leben
Patrick Tiernan wurde in Longreach geboren und wuchs, zusammen mit drei Geschwistern, in Toowoomba auf. Im Alter von neun Jahren fing er mit der Leichtathletik an, nachdem auf der Grundschule sein Lauftalent von seinem Sportlehrer entdeckt wurde. Nach dem Schulabschluss verließ er die australische Heimat und nahm an der Villanova University im US-Bundesstaat Pennsylvania ein Mathematikstudium auf. Gleichzeitig trat er dem Sportteam der Universität, den Villanova Wildcats, bei. Das Studium schloss er 2016 ab. Nach einem Aufenthalt in der Heimat strebt er nach seiner Rückkehr nach Philadelphia den Masterabschluss an. Seit seinem erstmaligen Aufenthalt in den USA wird Tiernan vom ehemaligen irischen Mittelstreckenläufer Marcus O’Sullivan trainiert.

## Sportliche Laufbahn
Tiernan nahm 2010 an seinen ersten Wettkämpfen in der australischen Heimat teil, zunächst hauptsächlich in den Mittelstreckenläufen. 2011 gewann er die Silbermedaille im 3000-Meter-Lauf bei den Australischen U18-Meisterschaften. 2012 gewann er über 1500 und 5000 Meter jeweils die Goldmedaille bei den Australischen U20-Meisterschaften. 2013 steigerte er, nachdem er wegen seines Studiums in die USA zog, seine Bestzeit im 1500-Meter-Lauf auf 3:49,67 min. 2014 trat er dann verstärkt im 5000-Meter-Lauf an. Im Vergleich zu seiner Bestzeit aus dem zurückliegenden Jahr steigerte er sich mit 13:31,25 min um mehr als eine Minute. 2016 belegte Tiernan im März den vierten Platz bei den Australischen Meisterschaften. Im Juni verbesserte er sich auf 13:20,88 min und konnte im August bei den Olympischen Sommerspielen in Rio de Janeiro an den Start gehen. Dabei verpasste er als 13. seines Laufes den Einzug in das Finale. Ende des Jahres siegte er im Crosslauf bei den Collegemeisterschaften, die von der National Collegiate Athletic Association organisiert werden. Im Frühjahr 2017 trat er bei den Crosslauf-Weltmeisterschaften in Kampala an, wobei er den 13. Platz belegen konnte. Ein paar Monate später verbesserte er seine Bestzeiten über 5000 und über 10.000 Meter. In beiden Disziplinen trat er im August bei den Weltmeisterschaften in London an. Zunächst startete er im 10.000-Meter-Rennen, das er auf dem 22. Platz beendete. Zu seiner Bestzeit aus dem Mai fehlten ihm fast zwei Minuten. Besser lief es für ihn über 5000 Meter, bei denen ihm der Einzug in das Finale gelang, in dem er als Elfter das Ziel erreichte. Ende des Jahres gewann er die Silbermedaille über 10.000 Meter bei den Australischen Meisterschaften.
2018 belegte Tiernan den vierten Platz bei den Australischen Meisterschaften im 5000-Meter-Lauf. Im April trat er bei den Commonwealth Games, die in seiner australischen Heimat ausgetragen wurden, im 10.000-Meter-Lauf an. Dabei erreichte er als Zehnter das Ziel, wurde allerdings im Nachgang disqualifiziert. Die Saison in der Heimat und die Spiele stufte er später als Enttäuschung ein. Er benötigte einige Zeit, um seine Form wieder zu finden. Mit seinem sechsten Platz beim Halbmarathon von Houston empfahl er sich für einen Platz im australischen Team für die Crosslauf-Weltmeisterschaften in Aarhus, wurde letztendlich allerdings nicht ausgewählt. Im Juni stellte er mit 13:12,68 min seine persönliche Bestleistung über 5000 Meter auf. Ende September nahm er in Doha an seinen zweiten Weltmeisterschaften teil, verpasste dabei allerdings als Zehnter seines Vorlaufs den Einzug in das Finale. 
Im Dezember 2020 lief Tiernan eine Zeit von 27:22,55 min über 10.000 Meter, die einen neuen Kontinentalrekord bedeuteten. Mit seiner neuen Bestzeit qualifizierte er sich für seine zweite Teilnahme an den Olympischen Sommerspielen, bei denen er Ende Juli in Tokio an den Start ging. Wie fünf Jahre zuvor auf der 5000-Meter-Distanz, beendete er den Wettkampf wieder auf Platz 19. Anschließend verzichtete er auf einem Start im Vorlauf der 5000 Meter. 2024 lief Tiernan beim Houston-Marathon in neuer Bestzeit von 2:07:45 h auf den vierten Platz und schaffte damit die Qualifikation für die Olympischen Sommerspiele in Paris. Den Wettkampf beendete er nach 2:10:34 h auf dem 24. Platz.

## Wichtige Wettbewerbe
| Jahr                   | Veranstaltung                 | Ort                    | Platz                  | Disziplin              | Zeit                   |
| Startet für Australien | Startet für Australien        | Startet für Australien | Startet für Australien | Startet für Australien | Startet für Australien |
| ---------------------- | ----------------------------- | ---------------------- | ---------------------- | ---------------------- | ---------------------- |
| 2016                   | Olympische Sommerspiele       | Rio de Janeiro         | 19.                    | 5000 m                 | 13:28,48 min           |
| 2017                   | Crosslauf-Weltmeisterschaften | Kampala                | 13.                    | Erwachsenenrennen      | 29:17 min              |
| 2017                   | Weltmeisterschaften           | London                 | 11.                    | 5000 m                 | 13:40,01 min           |
| 2017                   | Weltmeisterschaften           | London                 | 22.                    | 10.000 m               | 29:23,72 min           |
| 2018                   | Commonwealth Games            | Gold Coast             |                        | 10.000 m               | DQ                     |
| 2019                   | Weltmeisterschaften           | Doha                   | 20.                    | 5000 m                 | 13:28,42 min           |
| 2021                   | Olympische Sommerspiele       | Tokio                  | 19.                    | 10.000 m               | 28:35,06 min           |
| 2021                   | Olympische Sommerspiele       | Tokio                  |                        | 5000 m                 | DNS                    |
| 2024                   | Olympische Sommerspiele       | Paris                  | 24.                    | Marathon               | 2:10:34 h              |

## Persönliche Bestleistungen
Freiluft
- 3000 m: 7:37,76 min, 9. Juli 2017, London
- 5000 m: 13:12,68 min, 20. Juli 2019, London
- 10.000 m: 27:22,55 min, 5. Dezember 2020, San Juan Capistrano, (Ozeanienrekord)

Straße
- 10-km-Lauf: 28:37 min, 4. Juli 2022, Atlanta
- Halbmarathon: 1:00:55 h, 16. Januar 2022, Houston
- Marathonlauf: 2:07:45 h, 14. Januar 2024, Houston

Halle
- 3000 m: 7:48,36 min, 9. Februar 2019, New York City
- 5000 m: 14:00,83 min, 14. März 2014, Albuquerque